# Cladycnis
Cladycnis là một chi nhện trong họ Pisauridae.